# Jean Leber
Pour les articles homonymes, voir Leber.
Jean Leber, né le 8 octobre 1939  au Raincy et mort le 18 mars 2020 à Saint-Brieuc, est un violoniste, chef d'orchestre et pédagogue français.

## Biographie
Jean Leber naît en 1939 dans une famille de cheminots et de musiciens amateurs. Il découvre la musique très jeune et obtient son premier prix de violon à l'âge de 16 ans au Conservatoire national supérieur de musique et de danse de Paris.
Il commence sa carrière avec l'orchestre de la Suisse romande en tant que violoniste, il poursuit avec l'orchestre de l'Opéra de Paris avant de devenir professeur et violon solo de l’Opéra de Marseille. En 1965, il fonde l'Octuor de Paris avec l'altiste Michel Walès. En 1972 il devient directeur du conservatoire de Gennevilliers qui deviendra par la suite le Centre musical Edgar-Varèse. Il est à l'origine, en 1986, de l'Ensemble orchestral de Marseille. 
Très investi dans l'avenir professionnel de ses étudiants, Jean Leber assume la direction des écoles nationales de musique de Gennevilliers, de Chartres, ainsi que celle de la classe de musique de chambre au CEFEDEM de Poitiers et la direction du département des cordes au conservatoire à rayonnement régional de Marseille.
Jean Leber meurt du Covid-19 le 18 mars 2020.